# Francesco Branciamore
Francesco Branciamore (* 3. März 1956 in Siracusa) ist ein italienischer Jazzmusiker (Schlagzeug, Perkussion, gelegentlich auch Piano, Komposition).

## Wirken
Branciamore näherte sich der Musik zunächst, in dem er auf der Gitarre seines Bruders spielte. Er ist seit 1979 als Musiker tätig; er nahm Unterricht bei Bruno Biriaco, Andrea Centazzo, Pierre Favre und Tony Oxley. 1986 trat er mit der Percussion Unit von Ray Mantilla auf. 1987 war er erstmals im Aufnahmestudio, als Begleiter des sizilianischen Sängers Carlo Muratori (Afrodite, RCA). Im darauffolgenden Jahr veröffentlichte er sein Debütalbum Flash in Four (Splasc(h) Records) mit Carlo Actis Dato als Gastmusiker. Zwei Jahre später gründete er das December Thirty Jazz Trio mit dem Pianisten Giorgio Occhipinti und dem Bassisten Giuseppe Guarrella. 1991 nahm es zwei Alben auf, darunter Concert For Ibla (Splas(h) Records) mit Pino Minafra als Gastmusiker; 1992 folgte The New Street in Old City (CMC Records) und 2003 Free for 2 (Jazzhalo). In den nächsten Jahren arbeitete Branciamore mit dem Giuseppe Guarrella Project und Carlo Cattano. 1997 veröffentlichte Caligola Records sein Soloprojekt Meloritmoarmonica (Elektronik und Schlagzeug). Nach Aufnahmen mit seinem Nomade Quartetto folgten 2000 die Improvisations of the Four Seasons mit seinem Quartett Trade d’Union sowie weiteren Combos unter seinem Namen. 2019 veröffentlichte er mit Aspiciens Pulchritudinem ein Soloalbum auf dem Piano. Zudem arbeitete er mit Lee Konitz, Evan Parker, Barre Phillips, Keith Tippett, Jean-Marc Montera, Wim Mertens, Arkady Shilkloper, Enrico Rava, Gianluigi Trovesi, Paolo Fresu, Gianni Gebbia, Giancarlo Schiaffini, Salvatore Bonafede oder Vinny Golia.
Branciamore unterrichtet Arrangement und Jazzkomposition am Konservatorium Bari. Er verfasste zahlreiche Schauspielmusiken und Filmkompositionen.

## Diskographische Hinweise
- Flash in Four (1988)
- December Thirty Jazz Trio The Street One Year After (1991)
- Meloritmoarmonico (1997)
- Francesco Branciamore Trade d’Union Improvisation of the Four Seasons (Caligola Records 2000, mit Paul Rutherford, Michel Godard und Guido Mazzon)
- Jumping (2005)
- Trium (Caligola Records 2007, mit Michel Godard und Jean-Luc Cappozzo)
- Francesco Branciamore Perfect Quintet Keep up the Dialogue (Caligola 2010)
- Drums: Italy in Jazz (ACK 2011)
- Aspiciens Pulchritudinem (Caligola 2019)